# Вулиця Менделєєва (Мелітополь)
Вулиця Менделєєва — вулиця в місті Мелітополь, проходить від вулиці Олександра Тишлера до вулиці Чкалова.
Повністю складається з приватної забудови. Покриття переважно ґрунтове, за виключенням невеликої заасфальтованої ділянки з боку вулиці Чкалова.

## Назва
Вулиця названа на честь Дмитра Івановича Менделєєва.

## Історія
Вулиця Менделєєва вперше згадується 25 лютого 1958 року, коли на засіданні Мелітопольського міськвиконкому були затверджені проєкти розпланування і назва нової вулиці.

## Галерея
|                                   |  |                         |                        |
| в'їзд з вулиці Олександра Тишлера |  | виїзд на вулицю Чкалова | виїзд з вулиці Чкалова |